# Mirek Topolánek

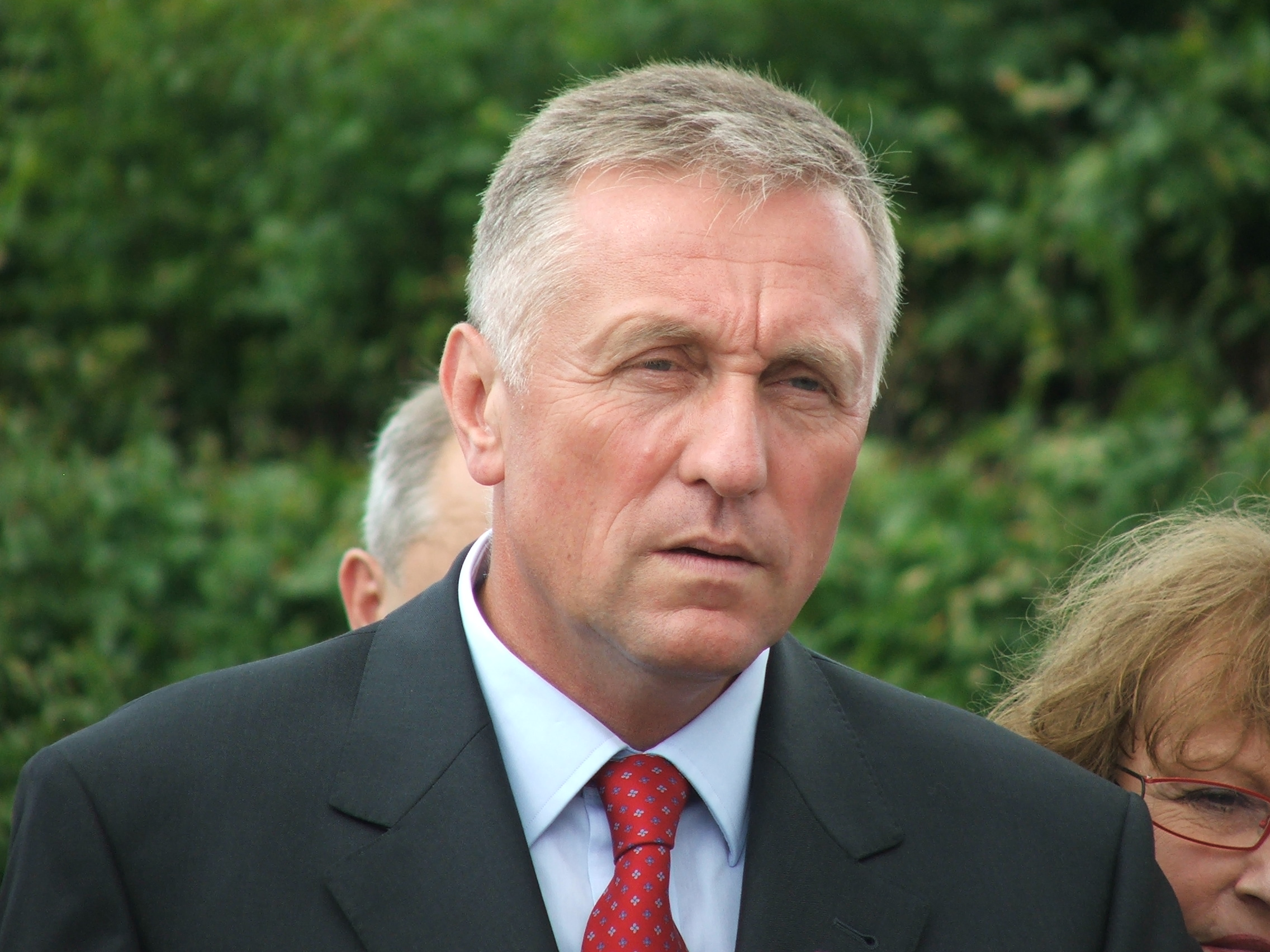
Mirek Topolánek.

Mirek Topolánek, född 15 maj 1956 i Vsetín, Tjeckoslovakien, är en tjeckisk politiker. Han var partiledare för det höger-liberala Demokratiska medborgarpartiet 2002-2010 och Tjeckiens premiärminister mellan den 16 augusti 2006 och den 8 maj 2009.
Han tillträdde som partiordförande i november 2002, då han efterträdde Václav Klaus, Tjeckiens nuvarande president. Hans tid som regeringschef utmärktes av politisk oro eftersom parlamentsvalet 2006 slutat med dött lopp mellan de politiska grupperingarna. Den 24 mars 2009 röstade det tjeckiska underhuset, deputeradekammaren, för femte gången under mandatperioden om misstroende mot regeringen. En majoritet, med 101 ledamöter av kammarens 200, biföll oppositionens misstroende. Regeringen och Mirek Topolánek tvingades att avgå den 8 maj 2009, mitt under pågående tjeckiskt ordförandeskap i Europeiska unionens råd, och Jan Fischer tog över som premiärminister med en övergångsregering. Efter nedlåtande uttalanden om judar och homosexuella tvingades Topolánek även att avgå som partiledare under våren 2010.